# Paul ten Bruggencate
Paul ten Bruggencate (* 24. Februar 1901 in Arosa, Schweiz; † 14. September 1961 in Göttingen) war ein deutscher Astronom und Leiter der Universitäts-Sternwarte Göttingen.
Ten Bruggencate war der Sohn eines holländischen Juristen und ging in der Schweiz, den Niederlanden und Deutschland zur Schule. Er studierte Astronomie an der Universität Göttingen und der Universität München, wo er 1924 bei Hugo von Seeliger über Aufbau und Entstehung von Kugelsternhaufen promovierte. Danach war er ab 1924 Assistent von Hans Kienle an der Universitätssternwarte Göttingen, wo er sich weiter mit dem Thema seiner Dissertation und zusammen mit Kienle mit dem Ausbau der Spektralphotometrie nach Vorarbeiten von Karl Schwarzschild und Hans Rosenberg widmete. 1926 bis 1929 war er im Ausland, zunächst zwei Jahre an der Bosscha Sterrenwacht auf Lembang auf Java, wo er mit dem Niederländer Joan Voute veränderliche Sterne, Cepheiden, beobachtete, dann am Mount-Wilson-Observatorium und am Harvard College Observatorium. Danach war er in Greifswald, wo er sich 1929 habilitierte und Dozent wurde. Er leitete dort ab 1931 das Astronomisch-Mathematische Institut, das aus dem Physikalischen Institut ausgegliedert wurde. Ab 1935 war er Hauptobservator am Astrophysikalischen Observatorium in Potsdam, wo er am Sonnenobservatorium im Einsteinturm arbeitete und sich in Zusammenarbeit mit Walter Grotrian und Harald von Klüber der Solar-Astronomie zuwandte.
1941 wurde er Direktor der Universitätssternwarte und ordentlicher Professor für Astronomie in Göttingen, wo er auf dem Hainberg ein Sonnenobservatorium aufbaute, das 1944 in Betrieb ging und damals wegen möglicher Störungen der Radioübertragung durch Sonneneruptionen auch von militärischem Interesse war. In Deutschland stand er darin in Konkurrenz zu Karl-Otto Kiepenheuer.

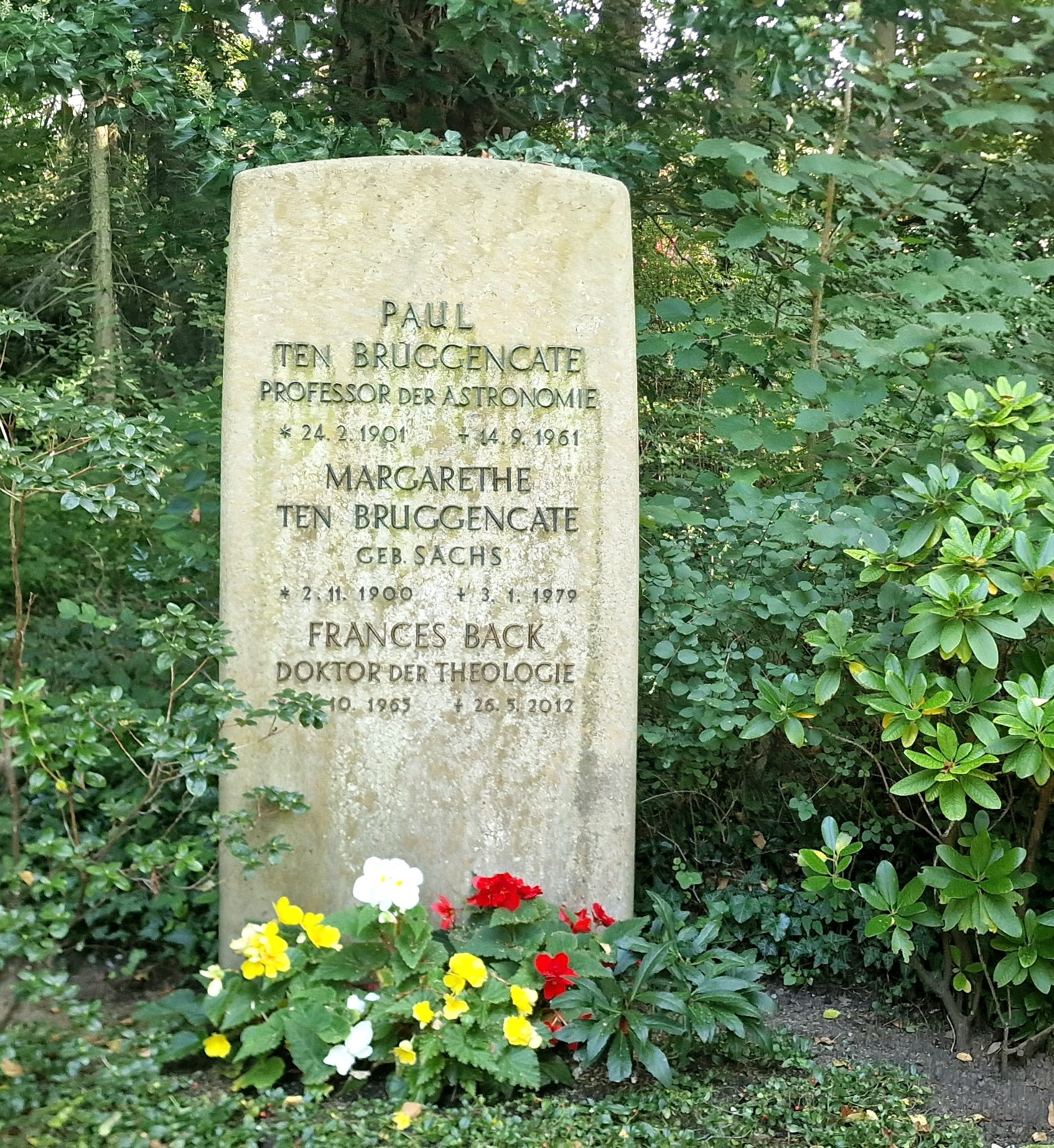
Grabstein Paul ten Bruggencate auf dem Stadtfriedhof Göttingen

Mit Unterstützung seines Göttinger Nachfolgers Hans-Heinrich Voigt baute er in den 1950er Jahren in Locarno ein weiteres Sonnenobservatorium in für Beobachtungen günstigerer Lage auf, das kurz nach seinem Tod die einschlägigen Forschungen aufnahm.
1948 gab er den Band Astronomie und Astrophysik des FIAT Reviews of German Science heraus und 1952 den Teilband Astronomie des Landolt-Börnstein.
1958 bis 1961 war er Präsident der Akademie der Wissenschaften zu Göttingen, deren Mitglied er seit 1943 war. Er war auch Dekan der Mathematisch-Naturwissenschaftlichen Fakultät und Rektor der Universität Göttingen. Er war Vorsitzender des Rats westdeutscher Sternwarten und im Vorstand der Astronomischen Gesellschaft und 1957 bis 1960 deren Vorsitzender. Im Jahr 1959 wurde er zum Mitglied der Gelehrtenakademie Leopoldina gewählt.
Der Mondkrater Ten Bruggencate ist nach ihm benannt.

## Schriften
- Sternhaufen. Ihr Bau, ihre Stellung zum Sternsystem und ihre Bedeutung für die Kosmogonie. Naturwissenschaftliche Monographien und Lehrbücher, Band 7. Springer, 1927.
- Mitwirkung an Müller-Pouillet Lehrbuch der Physik. 11. Auflage, 5. Band, 2. Hälfte Physik des Kosmos. 1928.
- Spektralphotometrische Untersuchungen von δ-Cephei-Sternen. Offizin Poeschel & Trepte, Leipzig 1931.
- Die veränderlichen Sterne. Ergebnisse der exakten Naturwissenschaften, Band 10. Springer 1931.
- Das astronomische Weltbild der Gegenwart. Kohlhammer 1934.
- ten Bruggencate und andere: Astronomy, astrophysics and cosmogony. Office of Military Government for Germany, Field Information Agencies Technical (FIAT), 1948.